# 何叫天
何叫天（1919年10月14日—2004年1月27日），原名何万泰，艺名十岁红，中国淮剧表演艺术家，江苏建湖人。出生於上海。

## 生平
父亲何孔德，叔父何孔标均为淮剧名艺人。八岁随父、叔学艺。十岁正式登台。初演丑角，后改演老生，兼演武生，小生等。1929年至1937年，经常演出于沪、宁一带。1957年加入中国共产党。后担任上海戏剧协会常务理事、上海淮剧团艺术委员会主任。